# Abisara rutherfordi
Abisara rutherfordi är en fjärilsart som beskrevs av William Chapman Hewitson 1874. Abisara rutherfordi ingår i släktet Abisara och familjen Riodinidae. Inga underarter finns listade i Catalogue of Life.